# Attentat du 23 octobre 2022 à Kismaayo
L'attentat du 23 octobre 2022 à Kismaayo est survenu le 23 octobre 2022 lorsqu'al-Shabaab a tué neuf personnes lors d'un attentat à la bombe et d'une fusillade dans un hôtel à Kismaayo, en Somalie,,.

## Contexte
Le groupe islamiste somalien al-Shabaab a lancé une insurrection (en) en 2006, dans le but de renverser le gouvernement somalien et d'imposer une version extrême de la charia. Al-Shabaab utilise souvent des bombes et des fusils pour attaquer des cibles militaires et civiles, dont de nombreux hôtels. Un attentat-suicide à la voiture piégée et une fusillade de masse avait eu lieu à l'hôtel Asasey à Kismaayo en 2019, au cours desquels 26 personnes ont été tuées.

## Attentat
Le 23 octobre 2022 à 12 h 45, un kamikaze à la voiture piégée a percuté la porte d'entrée de l'hôtel Tawakal à Kismaayo, une ville portuaire du Jubaland, à l'extrême sud de la Somalie. Trois hommes armés d'al-Shabaab ont poursuivi l'attaque à l'intérieur de l'hôtel, jusqu'à ce qu'ils soient abattus par les forces de sécurité. Un médecin de l'hôpital de Kismaayo a déclaré que neuf personnes avaient été tuées, dont quatre membres du personnel de sécurité, et que 47 autres avaient été blessées. Plus tard le même jour, al-Shabaab a revendiqué la responsabilité de l'attaque.